# 山本峯章
山本 峯章（やまもと みねあき、1937年 - ）は、政治評論家。

## 経歴
東京都生まれ。九州学院大学（現第一工業大学）講師などを経て、1976、79年の二度東京2区で衆議院議員選挙に無所属で出馬、敗れる。政治評論家となり、ラジオ番組のパーソナリティーのほか、週刊誌・新聞などに署名原稿やコメントを寄稿。村上正邦と協力関係にある。

## 著書
- 『国益を無視してまで商売か』日新報道 1980
- 『猛毒農薬が日本人を蝕んでいる 果物・野菜に危険がいっぱい』日新報道 1981
- 『新聞が見落としているレポ船の裏側 北方領土をめぐる問題の核心を衝く』日新報道 1982
- 『飽食世代の悲劇』広論社 1984
- 『日本がスターウォーズ計画に呑まれる日』山手書房 1985
- 『「知力」の経済 いまビジネス戦線に求められている発想の転換は「資源から知力へ」』評伝社 1986
- 『「知力」の政治 「政治の復権なくして経済の発展は語れない」いま日本の針路を探る』評伝社 1987
- 『要人誘拐』晩声社 1987
- 『「知力」の文化 天皇制の文化-都市の論理と村の発想』評伝社 1988
- 『円・大暴落の犯人 "国威"の経済学』光文社カッパ・ブックス 1990
- 『『「NO」と言える日本』への反論 「友情」と「国威」の欠如が日本の致命的なウィークポイントになる!』大陸書房 1990
- 『佐川急便の犯罪 何故、政治家は佐川マネーに群がったのか』ぱる出版 1992
- 『富士銀行の犯罪 なぜ大蔵省は「富士銀行」の史上最悪の金融犯罪を見抜けなかったのか?』ぱる出版 1992
- 『経済改革の決断 「和解のシステム」で日本経済は復活する』ぱる出版 1993
- 『自民党崩壊す 究極の政界再編成は保守二党体制だ!』ぱる出版 1993
- 『「談合悪」のからくり』ベストブック 1993
- 『小沢一郎の深謀なる戦略 「戦後民主主義」に引導を渡した男の正体』光人社 1994
- 『池田創価学会の政権掠奪を斬る 国民的な反学会戦線を築かなければ日本は危ない』日新報道 1995
- 『橋梁談合の謀略を暴く 三菱・検察・朝日は何故わたしを「共犯者」にデッチあげたのか?』ぱる出版 1995
- 『日本よもう謝るな』元就出版社 2002
- 『役人よ驕るな』光人社 2004
- 『天皇問題』光人社 2005
- 『民主主義が日本を滅ぼす 〈独裁・反日・売国〉を生み出す魔の思想』日新報道 2010
- 『韓国人は、なぜノーベル賞を獲れないのか? 和の日本 恨の韓国』ベストブック ベストセレクト 2014

### 共編著
- 『天皇の日本史』編著 光風社出版 1989
- 『欲の研究 アナタのその欲望を充たすために』佐藤悦子・林幸範共著 フォー・ユー 1998
- 『「情」の国家論』村上正邦・佐藤優共著 光人社 2008

## 論文
- Cinii